# Saint-Claud
Saint-Claud is een gemeente in het Franse departement Charente (regio Nouvelle-Aquitaine). De plaats maakt deel uit van het arrondissement Confolens. Saint-Claud telde op 1 januari 2022 1.033 inwoners.

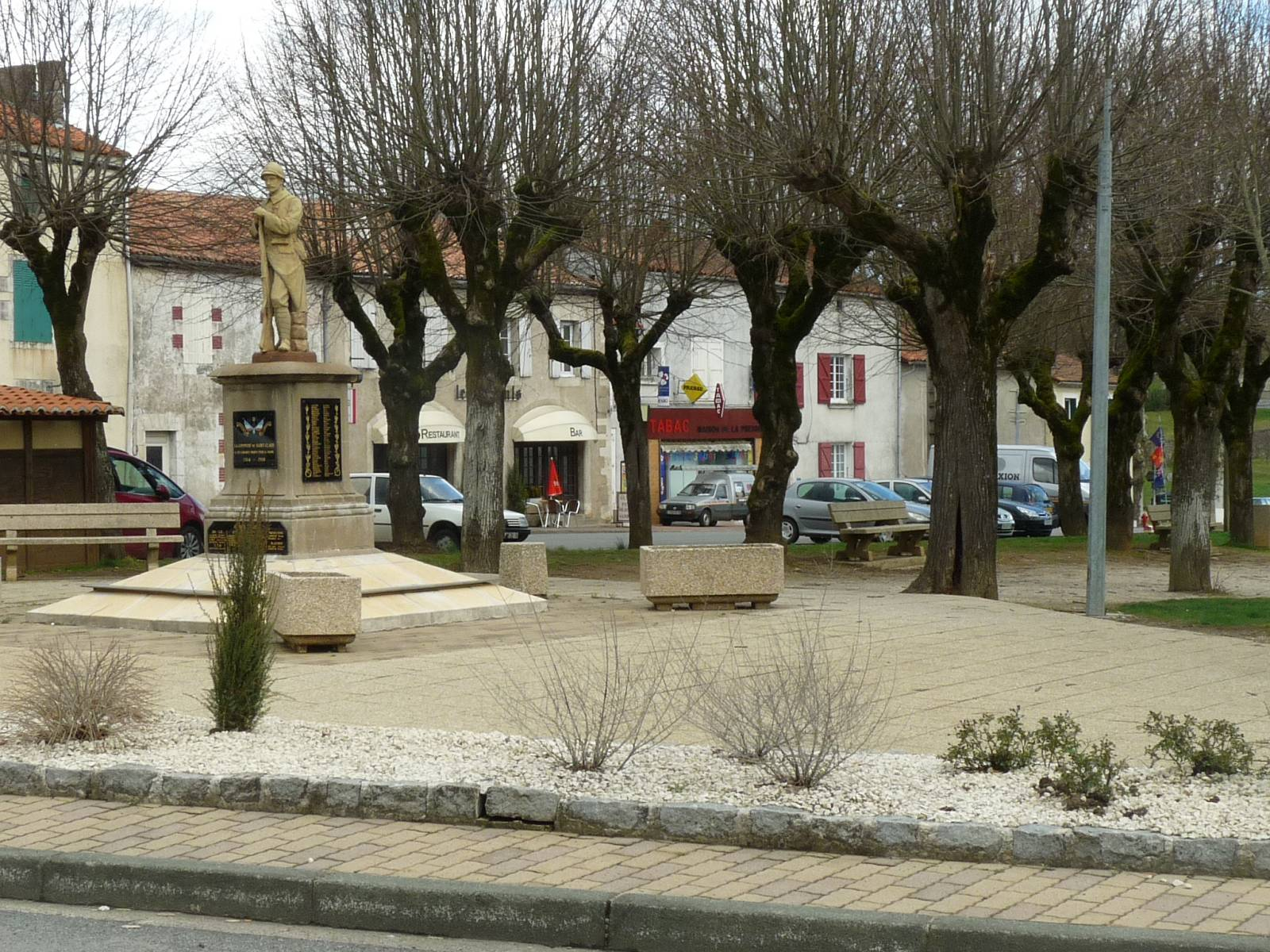
Centrum
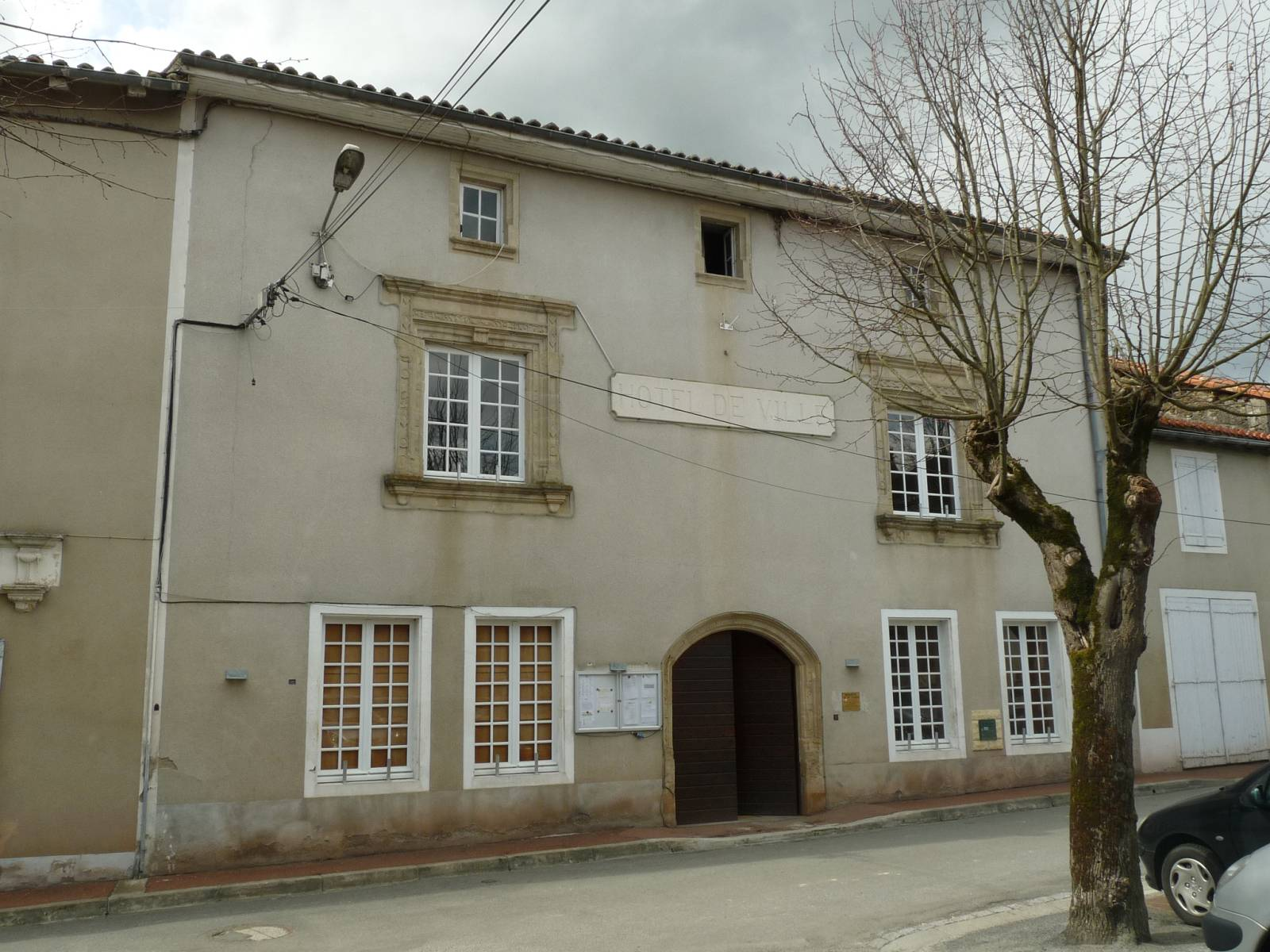
Gemeentehuis

## Geografie
De oppervlakte van Saint-Claud bedroeg op 1 januari 2022 26,75 vierkante kilometer; de bevolkingsdichtheid was toen 38,6 inwoners per km².
De onderstaande kaart toont de ligging van Saint-Claud met de belangrijkste infrastructuur en aangrenzende gemeenten.

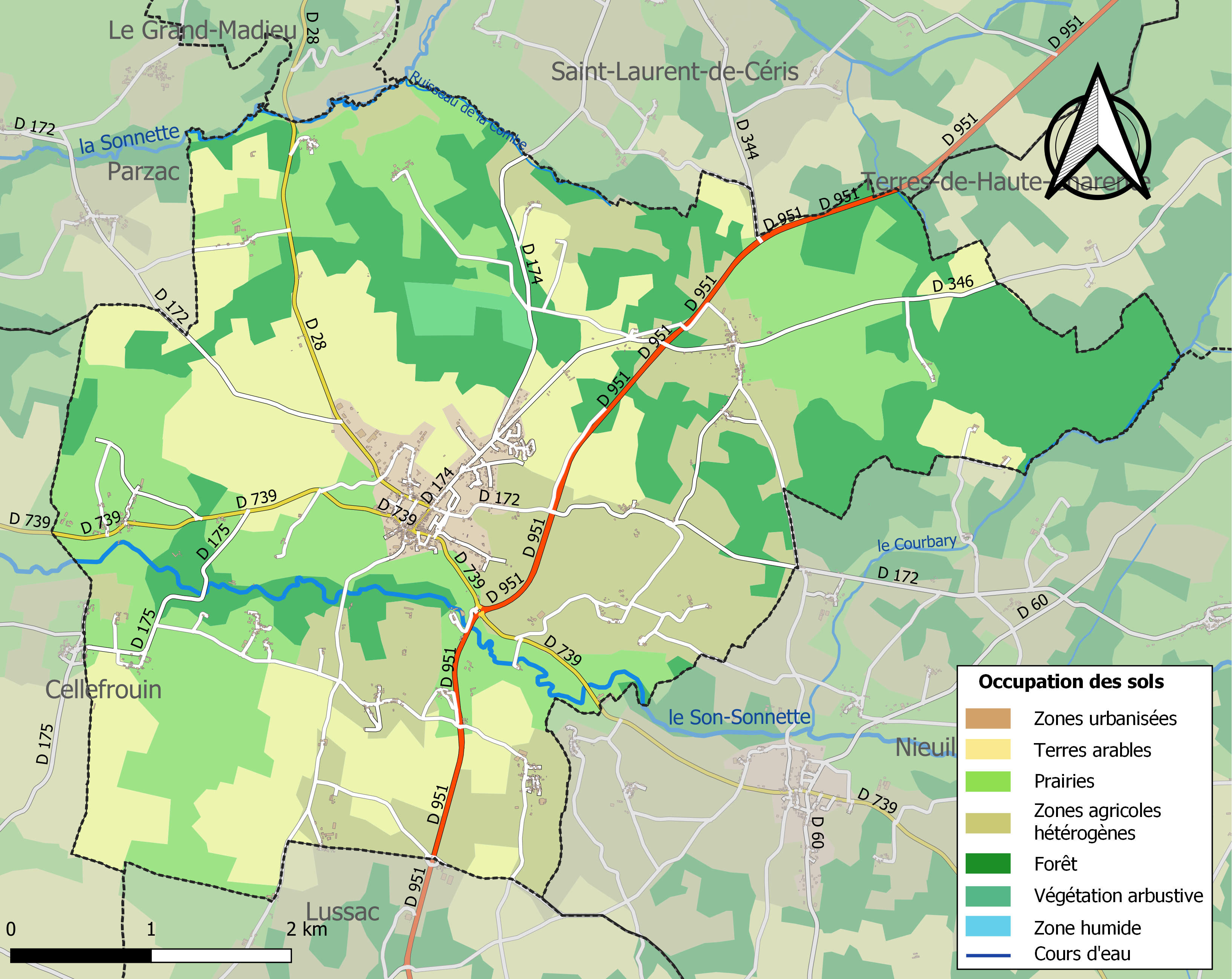

## Demografie
Onderstaande figuur toont het verloop van het inwonertal (bron: INSEE-tellingen).